# Asceua japonica
Asceua japonica är en spindelart som först beskrevs av Friedrich Wilhelm Bösenberg och Embrik Strand 1906.  Asceua japonica ingår i släktet Asceua och familjen Zodariidae. Inga underarter finns listade i Catalogue of Life.